# Rohweria
Rohweria  (лат.) — род ос-блестянок из подсемейства Amiseginae. 3 вида.

## Распространение
Юго-Восточная Азия.

## Описание
Мелкие и среднего размера осы-блестянки (около 5 мм) голубого цвета. Затылочный киль и щёчные бороздки развиты. Мезоплеврон с бороздками. Пронотум примерно в 1,2 длиннее скутума. Метанотум примерно равен длине скутеллюма. Самцы крылатые (самки не известны). Коготки лапок зубчатые. Паразитоиды. Род назван в честь американского энтомолога Зиверта Ровера (Sievert Allen Rohwer; 1887—1951), исследователя ос-блестянок и других насекомых.

## Систематика
3 вида.
- Rohweria azurea Krombein, 1957 — Филиппины
- Rohweria metallica Fouts, 1925 — Филиппины[2]
- Rohweria minor Krombein, 1957 — Филиппины